# Trois Espaces linguistiques
Trois Espaces linguistiques (en espagnol : Tres Espacios Lingüísticos ; en portugais : Três Espaços Linguísticos; en abrégé TEL) est une initiative internationale  lancée en 2001 de coopération linguistique entre l'Organisation des États ibéro-américains (OEI), la Communauté des pays de langue portugaise (CPLP) et l'Organisation internationale de la francophonie (OIF), représentantes respectivement de l'hispanophonie, de la lusophonie et de la francophonie. 
Le projet se définit lui-même comme un « innovateur espace de réflexion pour la création de nouvelles stratégies de coopération internationale qu'ils permettent renforcer, à travers le dialogue entre les cultures, la construction d'une culture de paix ».
Les Trois Espaces linguistiques sont constitués, d'après le secrétaire général ibéro-américain Enrique V. Iglesias, par 103 pays et 900 millions de locuteurs sur les cinq continents.